# Nils Fröling
Nils Fröling, né le 20 avril 2000 à Dallas aux États-Unis, est un footballeur suédois qui joue au poste d'avant-centre avec le club du SG Dynamo Dresden.

## Biographie

### Åtvidabergs FF
Nils Fröling est formé au sein du club de Boo FF (en), qu'il quitte à seulement 16 ans pour poursuivre sa formation à l'Åtvidabergs FF, qui lui fait découvrir le monde professionnel. Il joue son premier match en Superettan le 20 août 2017, contre le Falkenbergs FF. Il entre en jeu en cours de partie, et son équipe est battue sur le score de deux buts à zéro ce jour-là. Il joue un total de onze matchs dont dix en championnat pour sa première saison en professionnel.

### Kalmar FF
En janvier 2018, Nils Fröling quitte l'Åtvidabergs FF et rejoint le Kalmar FF, club qui lui permet de découvrir l'Allsvenskan, l'élite du football suédois. Il joue son premier match sous ses nouvelles couleurs le 29 avril 2018, lors d'un match de championnat que son équipe remporte par trois buts à zéro face au Malmö FF. Pour son deuxième match seulement, le 14 mai suivant, il inscrit son premier but en professionnel et donc avec son nouveau club, en marquant le seul but de la rencontre face à l'IK Sirius.

### FC Hansa Rostock
Le 29 décembre 2021, Nils Fröling rejoint librement le FC Hansa Rostock, en Allemagne. Il signe un contrat courant jusqu'en juin 2025. Le club évolue alors en deuxième division allemande.
Le 6 février 2022, Nils Fröling inscrit ses deux premiers buts pour le FC Hansa Rostock, lors d'une rencontre de championnat face au SG Dynamo Dresde. Titulaire, il participe à la victoire de son équipe par quatre buts à un.
Le 12 mai 2023, Fröling ouvre le score face au SV Sandhausen, en championnat. Il participe ainsi à la victoire de son équipe ce jour-là par deux buts à un.

### En sélection
Le 7 juin 2019, Nils Fröling est sélectionné pour la première fois avec l'équipe de Suède espoirs. Alors que son équipe affronte la Norvège, il commence la rencontre et son équipe remporte la partie sur le score de trois buts à un.

## Vie personnelle
Nils Fröling est né à Dallas aux États-Unis, et a vécu dans ce pays et au Canada jusqu'à ses sept ans avant de déménager pour aller vivre avec sa famille en Suède.

## Statistiques

### En club
Le tableau ci-dessous retrace la carrière de Nils Fröling depuis ses débuts :

| Saison                | Club                  | Championnat           | Championnat | Championnat | Coupe(s) nationale(s) | Coupe(s) nationale(s) | Compétition(s) continentale(s) | Compétition(s) continentale(s) | Compétition(s) continentale(s) | Play-offs | Play-offs | Total | Total |
| Saison                | Club                  | Division              | M.          | B.          | M.                    | B.                    | Comp.                          | M.                             | B.                             | M.        | B.        | M.    | B.    |
| 2017                  | Åtvidabergs FF        | Superettan            | 10          | 0           | 1                     | 0                     | -                              | -                              | -                              | -         | -         | 11    | 0     |
| Sous-total            | Sous-total            | Sous-total            | 10          | 0           | 1                     | 0                     | -                              | 0                              | 0                              | 0         | 0         | 11    | 0     |
| 2018                  | Kalmar FF             | Allsvenskan           | 14          | 2           | -                     | -                     | -                              | -                              | -                              | -         | -         | 14    | 2     |
| 2019                  | Kalmar FF             | Allsvenskan           | 28          | 5           | -                     | -                     | -                              | -                              | -                              | 2         | 1         | 30    | 6     |
| 2020                  | Kalmar FF             | Allsvenskan           | 10          | 2           | 3                     | 2                     | -                              | -                              | -                              | 2         | 1         | 15    | 5     |
| 2021                  | Kalmar FF             | Allsvenskan           | 27          | 4           | 2                     | 0                     | -                              | -                              | -                              | -         | -         | 29    | 4     |
| Sous-total            | Sous-total            | Sous-total            | 79          | 13          | 5                     | 2                     | -                              | 0                              | 0                              | 4         | 2         | 88    | 17    |
| 2021-2022             | Hansa Rostock         | 2. Bundesliga         | 7           | 3           | 1                     | 0                     | -                              | -                              | -                              | -         | -         | 8     | 3     |
| 2022-2023             | Hansa Rostock         | 2. Bundesliga         | 26          | 3           | 1                     | 0                     | -                              | -                              | -                              | -         | -         | 27    | 3     |
| 2023-2024             | Hansa Rostock         | 2. Bundesliga         | 17          | 1           | 2                     | 0                     | -                              | -                              | -                              | -         | -         | 19    | 1     |
| Sous-total            | Sous-total            | Sous-total            | 47          | 7           | 4                     | 0                     | -                              | 0                              | 0                              | 0         | 0         | 51    | 7     |
| Total sur la carrière | Total sur la carrière | Total sur la carrière | 137         | 20          | 10                    | 2                     | -                              | 0                              | 0                              | 4         | 2         | 151   | 24    |